# 托里利亚
托里利亚（義大利語：Torriglia），是意大利热那亚省的一个市镇。总面积60.1平方公里，人口2434人，人口密度40.5人/平方公里（2009年）。ISTAT代码为010062。